# Saturnin Butkiewicz

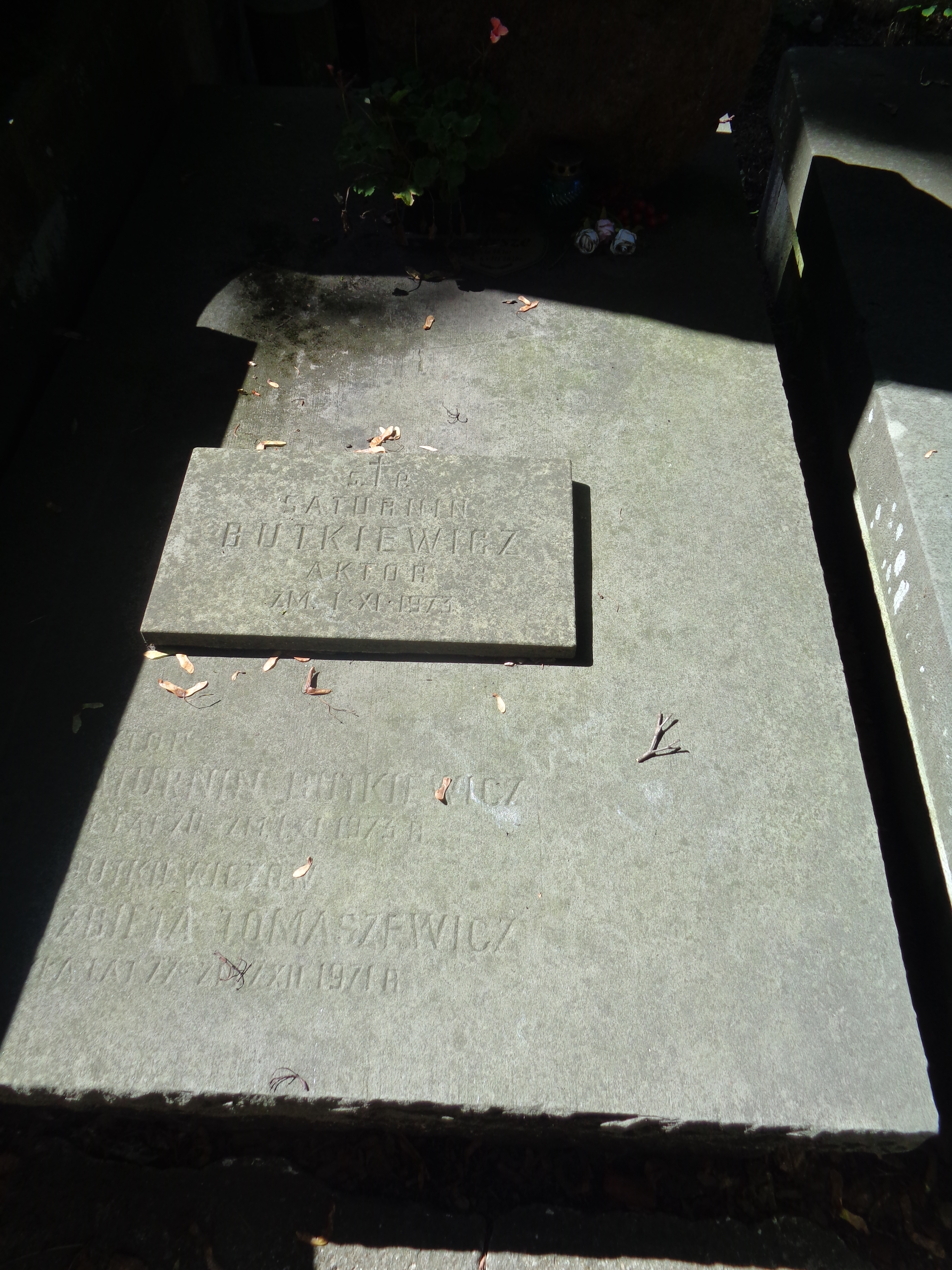
Grób Saturnina Butkiewicza na cmentarzu Powązkowskim

Saturnin Butkiewicz (ur. 22 kwietnia 1903 w Wołkowysku, zm. 1 listopada 1973 w Warszawie) – polski aktor teatralny i filmowy.

## Życiorys

### Młodość i początki kariery
Absolwent wydziału prawa na Uniwersytecie Stefana Batorego w Wilnie. W sezonie 1924/1925 był uczniem wileńskiego Instytutu Reduty. W czasie II wojny światowej nie występował na scenie. Za swą działalność konspiracyjną został odznaczony specjalnym wyróżnieniem przez Tajną Radę Teatralną ZASP-u w 1944. Przez wiele lat (począwszy od czasów wileńskich) współpracował z Teatrem Polskiego Radia. Wystąpił w kilku filmach, grywał też w spektaklach telewizyjnych.

### Kariera teatralna
W trakcie swej niemal 50-letniej kariery aktorskiej współpracował z 14 scenami teatralnymi:
- Teatr Reduta, Wilno: 1925–1929
- Teatr Miejski, Łódź: 1929–1931
- Zespół Objazdowy Teatru Reduta: 1931, 1933
- Teatr Nowy im. Heleny Modrzejewskiej, Poznań: 1931–1933
- Instytut Reduty, Warszawa: 1933
- Teatr Ateneum, Warszawa: 1933–1936
- Teatr Kameralny, Warszawa: 1934–1935
- Teatr Polski, Warszawa: 1934–1939, 1946–1950, 1955–1963
- Stołeczny Teatr Powszechny, Warszawa: 1935–1936
- Teatr im. Juliusza Słowackiego, Kraków: 1945
- Teatr Domu Wojska Polskiego, Warszawa: 1950–1955
- Teatr Klasyczny, Warszawa: 1963–1972
- Teatr Studio, Warszawa: 1972
- Teatr Rozmaitości, Warszawa: 1972.

Na emeryturę przeszedł w czerwcu 1972, w wieku 69 lat.

### Śmierć
Zmarł w Warszawie, pół roku po swych 70. urodzinach. Został pochowany na tamtejszym cmentarzu Powązkowskim.

## Dokonania artystyczne

### Teatr
- 1 IX 1925: Uciekła mi przepióreczka Stefan Żeromski, reż. Juliusz Osterwa – jako Smugoń (Teatr Reduta, Wilno)[3]
- 4 XI 1925: Wesele Stanisław Wyspiański, reż. Juliusz Osterwa – jako Upiór (Teatr Reduta, Wilno)
- 23 XII 1925: Wyzwolenie Stanisław Wyspiański, reż. Juliusz Osterwa – jako Karmazyn (Teatr Reduta, Wilno)
- 7 IV 1926: Diabeł i karczmarka Stefan Krzywoszewski, reż. Juliusz Osterwa – jako Diabeł Kulawy (Teatr Reduta, Wilno)
- 22 V 1926: Książę Niezłomny Juliusz Słowacki, reż. Juliusz Osterwa, Iwo Gall (Teatr Reduta, Wilno)
- 17 IX 1926: Żeglarz (komedia) Jerzy Szaniawski, reż. Juliusz Osterwa lub Iwo Gall – jako Wydawca (Teatr Reduta, Wilno)
- 28 X 1926: Świętoszek Molier – jako p. Zgoda (Teatr Reduta, Wilno)
- 17 XII 1926: Don Juan Tenorio José Zorrilla, reż. Zygmunt Chmielewski – jako Piturelli (Teatr Reduta, Wilno)
- 19 III 1927: Cyd przekł. i inscenizacja Stanisław Wyspiański – jako Don Sanszo (Teatr Reduta, Wilno)
- 7 I 1928: Niewierny Tomek Ignacy Grabowski, reż. Juliusz Osterwa – jako Narzeczony pokojówki (Teatr Reduta, Wilno)
- 5 II 1928: Sułkowski Stefan Żeromski, reż. Juliusz Osterwa (Teatr Reduta, Wilno)
- 26 II 1928: Zaczarowane koło Lucjan Rydel, reż. Zygmunt Chmielewski, Iwo Gall – w podwójnej roli: Młynarz, Chojnacki (Teatr Reduta, Wilno)
- 31 III 1928: Eros i Psyche Jerzy Żuławski, reż. Iwo Gall
- 24 IV 1928: Ptak Jerzy Szaniawski, reż. Juliusz Osterwa (Teatr Reduta, Wilno)
- 13 X 1928: Tamten Gabriela Zapolska, reż. Józef Karbowski (Teatr Reduta, Wilno)
- 23 X 1928: Car Paweł I Dmitrij Mereżkowski, reż. Józef Karbowski – jako Konstanty (Teatr Reduta, Wilno)
- 3 XI 1928: Rycerz z La Manczy Tadeusz Łopalewski, reż. Juliusz Osterwa (Teatr Reduta, Wilno)
- 11 XI 1928: Wyzwolenie Stanisław Wyspiański, reż. Juliusz Osterwa – jako Karmazyn (Teatr Reduta, Wilno)
- 31 XII 1928: Trójka hultajska, czyli Gałganduch Johann Nepomuk Nestroy, reż. Teofil Trzciński – jako Karczmarz (Teatr Reduta, Wilno)
- 5 II 1929: Krąg interesów Jacinto Benavente, reż. Teofil Trzciński – jako Kapitan (Teatr Reduta, Wilno)
- 21 II 1929: Adwokat i róże Jerzy Szaniawski, reż. Stefan Jaracz – jako Marek (Teatr Reduta, Wilno)
- 4 IV 1929: Włamanie Adam Grzymała-Siedlecki (Teatr Reduta, Wilno)
- 19 IV 1929: Lato Tadeusz Rittner – jako Golders (Teatr Reduta, Wilno)
- 2 V 1929: Uciekła mi przepióreczka Stefan Żeromski, reż. Juliusz Osterwa – jako Ciekocki (Teatr Reduta, Wilno)
- 14 V 1929: Polka w Ameryce Stanisław Gabriel Kozłowski – jako Budziwuj (Teatr Reduta, Wilno)
- 14 I 1930: Cjankali Friedrich Wolf, reż. Leon Schiller – jako Max (Teatr Miejski, Łódź)
- 29 X 1931: Adwokat i róże Jerzy Szaniawski, reż. Juliusz Osterwa – jako Marek (Zespół Objazdowy Reduty)
- 12 II 1932: Car Paweł I Dmitrij Mereżkowski, reżyseria (Teatr Nowy im. Heleny Modrzejewskiej, Poznań)
- 17 II 1933: Simona Jacques Deval, reżyseria (Teatr Nowy im. Heleny Modrzejewskiej, Poznań)
- 1 VI 1933: Murzynek Jerzy Szaniawski – jako Kaczeński (Zespół Objazdowy Reduty)
- 20 IX 1933: Murzynek Jerzy Szaniawski – jako Kaczeński (Instytut Reduty, Warszawa)
- 1 XII 1934: Ojciec August Strindberg, reż. Karol Adwentowicz (Teatr Kameralny, Warszawa)
- 15 I 1935: Majster Hermann Bahr, reż. Karol Adwentowicz – jako Sirius (Teatr Kameralny, Warszawa)
- 5 III 1935: Nora Henrik Ibsen, reż. Karol Adwentowicz (Teatr Kameralny, Warszawa)
- 13 IV 1935: Judasz z Kariothu Karol Hubert Rostworowski, reż. Ludwik Solski i Leon Schiller – jako Izmael Ben Boethos (Teatr Polski, Warszawa)
- 8 VI 1935: Wyzwolenie Stanisław Wyspiański, reż. Leon Schiller – w podwójnej roli: Echo, Maska (Teatr Polski, Warszawa)
- 5 XI 1935: Balladyna Juliusz Słowacki, reż. Iwo Gall – jako Pustelnik (Stołeczny Teatr Powszechny, Warszawa)
- 6 XI 1935: Świerszcz za kominem Charles Dickens, reż. Iwo Gall – jako Jan Pirlbingl (Stołeczny Teatr Powszechny, Warszawa)
- 28 I 1936: Dożywocie (komedia) Aleksander Fredro, reż. Iwo Gall – jako Orgon (Stołeczny Teatr Powszechny, Warszawa)
- 7 III 1936: Most Jerzy Szaniawski, reż. Iwo Gall – jako Przewoźnik (Stołeczny Teatr Powszechny, Warszawa)
- 18 IV 1936: Wierna kochanka Mieczysław Fijałkowski (Stołeczny Teatr Powszechny, Warszawa)
- 13 III 1937: Pigmalion (dramat George’a Bernarda Shawa) George Bernard Shaw, reż. Aleksander Węgierko – jako Gawiedź uliczna I (Teatr Polski, Warszawa)
- 9 XI 1937: Gałązka rozmarynu Zygmunt Nowakowski, reż. Aleksander Węgierko – jako kpt. Staniecki (Teatr Polski, Warszawa)
- 3 II 1938: Mała Dorrit wg Franza Schönthana, reż. Edmund Wierciński – jako Chivery (Teatr Polski, Warszawa)
- 10 II 1939: Obrona Ksantypy Ludwik Hieronim Morstin, reż. Edmund Wierciński – jako Eryksymach (Teatr Polski, Warszawa)
- 4 IV 1939: Hamlet William Shakespeare, reż. Aleksander Węgierko – jako Ozryk (Teatr Polski, Warszawa)
- 14 VI 1939: Ostrożnie! świeżo malowane Rene Fauchois, reż. Edmund Wierciński (Teatr Mały – scena Teatru Polskiego, Warszawa)
- 22 VIII 1945: Rosjanie Konstanty Simonow, reż. Emil Chaberski – jako Rosenberg (Teatr Miejski im. Juliusza Słowackiego, Kraków)
- 21 IX 1945: Antygona Sofokles, reż. Teofil Trzciński – jako Strażnik (Teatr Miejski im. Juliusza Słowackiego, Kraków)
- 17 I 1946: Lilla Weneda Juliusz Słowacki, reż. Juliusz Osterwa – jako Przodownik Chóru Harfiarzy (Teatr Polski, Warszawa)
- 22 V 1946: Papuga Kazimierz Korcelli, reż. Juliusz Osterwa – jako Hyc (Teatr Polski, Warszawa)
- 28 VI 1946: Grube ryby Michał Bałucki, reż. Ludwik Solski – jako Burczyński (Teatr Polski, Warszawa)
- 22 VII 1946: 22 lipca (program składany/kabaretowy/rewiowy), reż. Marian Wyrzykowski – w 2 różnych rolach (Teatr Polski, Warszawa)
- 20 III 1947: Oresteja Ajschylos, reż. Arnold Szyfman – jako Sługa (Teatr Polski, Warszawa)
- 21 V 1947: Wilki i owce Aleksandr Ostrowski, reż. Karol Borowski – jako Wasyli Bierkutow (Teatr Polski, Warszawa)
- 17 VII 1947: Hamlet William Shakespeare, reż. Arnold Szyfman – jako Król duński (Teatr Polski, Warszawa)
- 28 V 1948: Odwety Leon Kruczkowski, reż. Marian Wyrzykowski – jako Okulicz (Teatr Polski, Warszawa)
- 10 VII 1948: Fantazy Juliusz Słowacki, reż. Edmund Wierciński – jako Wołdemar Hawryłowicz (Teatr Polski, Warszawa)
- 30 XII 1948: Zakon krzyżowy Ludwik Hieronim Morstin, reż. Janusz Warnecki – jako Andrzej Szumberg (Teatr Polski, Warszawa)
- 26 II 1949: Wrogowie Maksim Gorki, reż. Karol Borowski – jako Bobojedow (Teatr Polski, Warszawa)
- 1 X 1949: Na dnie Maksim Gorki, reż. Leon Schiller – jako Miedwiediew (Teatr Polski, Warszawa)
- 28 X 1949: Wesołe kumoszki z Windsoru Wiliam Shakespeare, reż. Ryszard Ordyński – jako Ford (Teatr Polski, Warszawa).
- 5 IV 1950: Bóg cesarz i chłop Gyula Háy, reż. Leon Schiller – jako Zabarella (Teatr Polski, Warszawa)
- 29 XI 1950: Za tych, co na morzu Borys Ławreniew, reż. Łazarz Kobryński – jako Charitonow (Teatr Domu Wojska Polskiego, Warszawa)
- 26 V 1951: Marcowy kawaler[4] Józef Franciszek Bliziński, reż. Stefan Wroncki – jako Ignacy (Teatr Domu Wojska Polskiego, Warszawa)
- 22 VII 1951: Wzgórze 35 Jerzy Lutowski, reż. Józef Wyszomirski – jako Adwokat Wolny (Teatr Domu Wojska Polskiego, Warszawa)
- 23 I 1952: Tajna wojna W. Michajłow i L. Samojłow, reż. L. Kobryński i J. Nowacki – jako Piotr Leontiewicz Ławrow (Teatr Domu Wojska Polskiego, Warszawa)
- 22 X 1952: Stefan Czarniecki i ... Kazimierz Korcelli, reż. Ludwik René – jako Aleksander Koniecpolski (Teatr Domu Wojska Polskiego, Warszawa)
- 2 I 1953: Wassa Żeleznowa Maksim Gorki, reż. Stanisława Perzanowska – jako Prochor Borysowicz Chrapow (Teatr Domu Wojska Polskiego, Warszawa)
- 23 VIII 1953: Zagłada eskadry Aleksander Korniejczuk, reż. Ludwik René – jako Admirał (Teatr Domu Wojska Polskiego, Warszawa)
- 6 III 1954: Wielki człowiek do małych interesów[5] Aleksander Fredro, reż. Olga Koszutska – jako Ambroży Jenialkiewicz (Teatr Domu Wojska Polskiego, Warszawa)
- 19 IX 1954: Rok 1944 Józef Kuśmierek, reż. Władysław Krasnowiecki – jako Doktor (Teatr Domu Wojska Polskiego, Warszawa)
- 22 VII 1955: Wesele Stanisław Wyspiański, reż. Maryna Broniewska i Jan Świderski – jako Hetman (Teatr Domu Wojska Polskiego, Warszawa)
- 8 X 1955: Odwiedziny Leon Kruczkowski, reż. Marian Wyrzykowski – jako Pszonka (Teatr Polski, Warszawa)
- 25 II 1956: Klucz od przepaści Krzysztof Gruszczyński, reż. Adam Hanuszkiewicz – jako Ojciec (Teatr Polski, Warszawa)
- 9 III 1957: Kowal, pieniądze i gwiazdy Jerzy Szaniawski, reż. Karol Borowski – jako Kupiec (Teatr Polski, Warszawa)
- 31 X 1957: Maski Marii Dominiki Jerzy Zawieyski, reż. Roman Zawistowski – jako Sędzia Globus (Teatr Polski, Warszawa)
- 26 IV 1958: Maskarada Michaił Lermontow, reż. Roman Zawistowski – jako Adam Pietrowicz Szprich (Teatr Polski, Warszawa)
- 21 III 1959: Głupi Jakub Tadeusz Rittner, reż. Janina Romanówna – jako Prezes (Teatr Polski, Warszawa)
- 16 VII 1959: Mewa Anton Czechow, reż. Roman Zawistowski – jako Ilja Szamrajew (Teatr Polski, Warszawa)
- 27 II 1960: Kandyda George Bernard Shaw, reż. Roman Zawistowski – jako Burgess (Teatr Polski, Warszawa)
- 8 III 1961: Na drabinie Felicjan Faleński, reż. Jerzy Rakowiecki – jako Dorobkowicz (Teatr Polski, Warszawa)
- 19 I 1963: Borys Godunow Aleksander Puszkin, reż. Henryk Szletyński – jako Książę Worotyński (Teatr Polski, Warszawa)
- 15 XI 1963: Iwanow Anton Czechow, reż. Andrzej Ziębiński – jako Paweł Lebiediew (Teatr Klasyczny, Warszawa)
- 30 V 1964: Róża Stefan Żeromski, reż. Irena Babel – jako Mularz (Teatr Klasyczny, Warszawa)
- 10 X 1964: Edward II Christopher Marlowe, reż. Stanisław Bugajski – jako Spencer Senior (Teatr Klasyczny, Warszawa)
- 1 V 1965: Wassa Żeleznowa Maksim Gorki, reż. Stanisława Perzanowska – jako Prochor Borysowicz Chrapow (Teatr Klasyczny, Warszawa)
- 27 I 1966: Pruski mur Witold Zalewski, reż. Ireneusz Kanicki – jako Benek Rufin (Teatr Klasyczny, Warszawa)
- 23 XI 1966: Madame Bovary Gustaw Flaubert, reż. Ireneusz Kanicki – jako Lheuroux (Teatr Klasyczny, Warszawa)
- 16 III 1968: Horsztyński Juliusz Słowacki, reż. Ireneusz Kanicki – jako Sforka (Teatr Klasyczny, Warszawa)
- 24 VIII 1968: Dama od Maxima Georges Feydeau, reż. Jerzy Grzegorzewski – jako Morollier (Teatr Klasyczny, Warszawa)
- 1 III 1969: Wiele hałasu o nic William Shakespeare, reż. Zbigniew Sawan – jako Ciarka (Teatr Klasyczny, Warszawa)
- 6 VI 1970: Dom otwarty Michał Bałucki, reż. Roman Zawistowski – jako Wicherkowski (Teatr Klasyczny, Warszawa)
- 20 III 1971: Kajus Cezar Kaligula Karol Rostworowski, reż. Ireneusz Kanicki – jako Publius Nonius Asprenas (Teatr Klasyczny, Warszawa)
- 10 VII 1971: Dundo Maroje Marin Držić, reż. Vera Crvencanin – jako tytułowy Dundo Maroje (Teatr Klasyczny, Warszawa)
- 14 V 1972: Cudzołóstwo ukarane Janusz Głowacki, reż. Lech Hellwig-Górzyński – jako Ważna osobistość (Teatr Rozmaitości, Warszawa).

### Teatr Polskiego Radia
- 10 I 1949: Kordian Juliusz Słowacki, reż. Jerzy Kreczmar[6]
- 24 VI 1949: Niezwykli goście Ilja Ilf i Jewgienij Pietrow, reż. Bronisław Dardziński
- 21 X 1949: Stalingrad Wasilij Grossman, Mikołaj Niekrasow, Nikołaj Wirta; reż. Łazarz Kobryński – jako Jefremienko
- 23 XI 1949: Jedna karta dziejów Stanisław Ziembicki, reż. Łazarz Kobryński – jako Narrator II
- 8 XII 1949: W łaźni Anton Czechow, reż. Aleksander Zelwerowicz – jako Daik
- 1 XI 1950: Na dnie Maksim Gorki, reż. Leon Schiller – jako Miedwiediew
- 6 VII 1951: Przygody Dyla Sowizdrzała Charles de Coster, reż. Tadeusz Byrski – jako De Lumey
- 19 VII 1951: Miłosierdzie gminy Maria Konopnicka, reż. Tadeusz Byrski – jako Tödi Mayer
- 22 VII 1958: Miód kasztelański Józef Ignacy Kraszewski, reż. Natalia Szydłowska – jako Kacper Petryłło z Zabłocia
- 25 IX 1959: Dalekie echo wojny trzydziestoletniej Antoni Stański, reż. Edward Płaczek
- 28 II 1961: Plon życia naszego Samuel Aloszyn, reż. Jerzy Rakowiecki – jako Serafin Mikołajewicz
- 3 IV 1961: Romans Teresy Hennert Zofia Nałkowska, reż. Wojciech Maciejewski – jako inż. Sasin
- 15 XI 1961: Wrzesień Jerzy Putrament, reż. Natalia Szydłowska – jako gen. Porola
- 26 IX 1962: Portret Nikołaj Gogol, reż. Tadeusz Łopalewski – jako Ojciec
- 28 X 1962: Dyżur Nora Adamian, reż. Wiesław Opałek
- 18 VIII 1965: Ktoś nowy Marek Domański, reż. Natalia Szydłowska – jako dr Daciak
- 3 I 1968: Potop Henryk Sienkiewicz, reż. Edward Płaczek – jako Kasjan Butrym
- 27 VIII 1973: Zielona lampa Aleksandr Grin, reż. Helmut Kajzar – jako Leon.

### Teatr Telewizji
- 1 III 1954: Płaszcz Julian Tuwim, reżyseria oraz jako Gromolubow[7]
- 4 XI 1957: Tragedia optymistyczna Wsiewołod Wiszniewski, reż. Adam Hanuszkiewicz – jako Prowodyr
- 3 III 1958: Żeglarz (komedia) Jerzy Szaniawski, reż. Józef Słotwiński
- 2 VI 1958: Lord August spełnia swój obowiązek George Bernard Shaw, reż. Roman Zawistowski – jako Biuralista
- 11 XII 1958: Koniec świata o godzinie ósmej Stanisław Lem (spektakl SF), reż. Marek T. Nowakowski – jako Redaktor naczelny
- 1 I 1959: Pan Lamberthier Louis Verneuil, reż. Józef Słotwiński – jako tytułowy Pan Lamberthier
- 23 II 1959: Madame Bovary Gustaw Flaubert, reż. Jerzy Gruza
- 9 VII 1959: Gdyby Zagłoba był detektywem, reż. Józef Słotwiński (Teatr Sensacji "Kobra")
- 13 I 1964: Gołębie serce (Frajer) John Galsworthy, reż. Tadeusz Byrski
- 18 VI 1964: Ucieczka Juliusz Janczur, reż. Józef Słotwiński – jako Adamski
- 21 VI 1965:
  - Kraksa Friedrich Dürrenmatt, reż. Konrad Swinarski – jako Emerytowany kat
  - Przygody pana Trapsa Friedrich Dürrenmatt, reż. Konrad Swinarski – jako Emerytowany kat
- 1 XI 1965: Maria Stuart (dramat Juliusza Słowackiego), reż. Ireneusz Kanicki – jako Astrolog
- 13 VI 1966: Martwe dusze Nikołaj Gogol, reż. Zygmunt Hübner – jako Gubernator
- 12 VI 1967: Kartoteka Tadeusz Różewicz, reż. Konrad Swinarski – jako Gruby pan
- 26 VI 1967: Tak jest, jak się państwu zdaje Luigi Pirandello, reż. Ireneusz Kanicki – jako Prefekt
- 29 X 1967: Generał Adamow Borys Ławreniew, reż. Wiktor Turbin
- 6 XI 1967: Sztorm Władimir Bill-Biełocerkowski, reż. Ireneusz Kanicki – jako Ibrahimow
- 25 I 1968: Spokojna noc scen. i reż. Józef Słotwiński
- 12 V 1969: Horsztyński Juliusz Słowacki, reż. Ireneusz Kanicki.

### Filmografia
- 26 X 1937: Dziewczęta z Nowolipek film obyczajowy, reż. Józef Lejtes – jako członek inspekcji w biurze[8]
- 18 X 1938: Profesor Wilczur dramat obyczajowy, reż. Michał Waszyński – jako wieśniak
- 31 X 1938: Strachy film obyczajowy, reż. Eugeniusz Cękalski i Karol Szołowski – jako restaurator Krupka
- 22 XII 1938: Rena (Sprawa 777) dramat obyczajowy, reż. Michał Waszyński – jako klient w domu towarowym
- 27 IV 1954: Celuloza film polityczny, reż. Jerzy Kawalerowicz – jako masarz Eustachy Kleszcz
- 30 X 1954: Pod gwiazdą frygijską film polityczny, reż. Jerzy Kawalerowicz – jako masarz Eustachy Kleszcz, teść Korbala
- 14 III 1960: Małe dramaty film dla młodzieży, reż. Janusz Nasfeter – jako kierownik lunaparku (nowela I: Karuzela)
- 20 I 1961: Ostrożnie Yeti komedia gagowa, reż. Andrzej Czekalski – jako kelner
- 27 VIII 1971: Nie lubię poniedziałku komedia obyczajowa, reż. Tadeusz Chmielewski – jako mężczyzna w łazience
- 25 III 1973: Wielka miłość Balzaka 7-odcinkowy serial biograficzny, reż. Wojciech Solarz – jako finansista (odc. 1 – Nadzieje i upokorzenia).

## Nagrody
- 1947: Festiwal Szekspirowski – III nagroda Ministra Kultury i Sztuki za rolę Króla duńskiego w przedstawieniu Hamlet
- 1963: Katowice – Ogólnopolski Festiwal Sztuk Rosyjskich i Radzieckich – nagroda za rolę Lebiediewa w przedstawieniu Iwnaow z Teatru Klasycznego w Warszawie